# Metaphenica stellulata
Metaphenica stellulata är en insektsart som först beskrevs av Karl Henrik Boheman 1838.  Metaphenica stellulata ingår i släktet Metaphenica och familjen Derbidae. Inga underarter finns listade i Catalogue of Life.